# Polino
Polino ist eine italienische Gemeinde mit 204 Einwohnern (Stand 31. Dezember 2023) in der Provinz Terni in der Region Umbrien.

## Geografie

Lage von Polino in der Provinz Terni

Die Gemeinde erstreckt sich über rund 19 km². Sie liegt etwa 70 km südöstlich von Perugia und rund 15 km östlich von Terni am Fuß des Monte Petano im Nera-Tal (Valnerina). Sie liegt in der klimatischen Einordnung italienischer Gemeinden in der Zone E, 2 886 GR/G.
Polino ist der Ort mit den wenigsten Einwohnern der Provinz Terni und besitzt keine weiteren Ortsteile.
Die Nachbargemeinden sind Arrone, Ferentillo, Leonessa (RI), Morro Reatino (RI) und Rivodutri (RI).

## Geschichte
Der Ort wurde im 12. Jahrhundert unter dem Namen Pulino von der Familie Polini gegründet. Die Feudalherren der Polini gaben dem Ort ihren Namen, mussten aber kurze Zeit später die Herrschaft über die Gemeinde der Familie der Arroni überlassen. Papst Innozenz IV. stellte Polino 1248 unter die Herrschaft von Spoleto. 1333 besetzte Robert von Anjou den Ort für den Kirchenstaat. 1416 erstanden die Herrscher von Foligno (Nicolò VIII, Bartolomeo IV und Corrado XV Trinci) den Ort, nach dem Tod derer verblieb Polino im Familienbesitz der Trinci bis 1527, als der Ort wieder an Spoleto fiel. Im weiteren Verlauf des gleichen Jahrhunderts übernahm die Familie der Castelli aus Terni die Regierung der Gemeinde und baute die Festung aus. Der Markgraf Giambattista I. Castelli errichtete 1625 den heute noch existenten Brunnen Fontana di Polino, auch Fontana monumentale genannt. Da der letzte Erbe der Castelli, Francesco Maria Baldassini Castelli, keine Nachfahren hinterließ, gelangte die Familie der Albergotti aus Arezzo um 1762 an die Regierung von Polino. Nach dem Ende der Koalitionskriege Napoleons regierte der Markgraf Filippo Stefanoni Simonetti, gefolgt von Antonio Albergotti. Nach dem Risorgimento wurde der Ort Teil der Provinz Terni.

## Sehenswürdigkeiten
- Chiesa di San Michele Arcangelo, Pfarrkirche im Ortskern, die dem Erzbistum Spoleto-Norcia angehört.[6]
- Rocca di Polino, Festung im Ortskern aus dem 12. Jahrhundert.
- Fontana monumentale, auch Fontana di Polino genannt, 1625 von Giambattista I. Castelli in Auftrag gegebener Brunnen, der im Stil des Barock erbaut wurde.
- Museo Laboratorio dell’Appennino Umbro e la cava dell’Oro, ein sich in der Festung befindendes Museum zur Geologie des umbrischen Apennin und den Goldgrabungen[7].

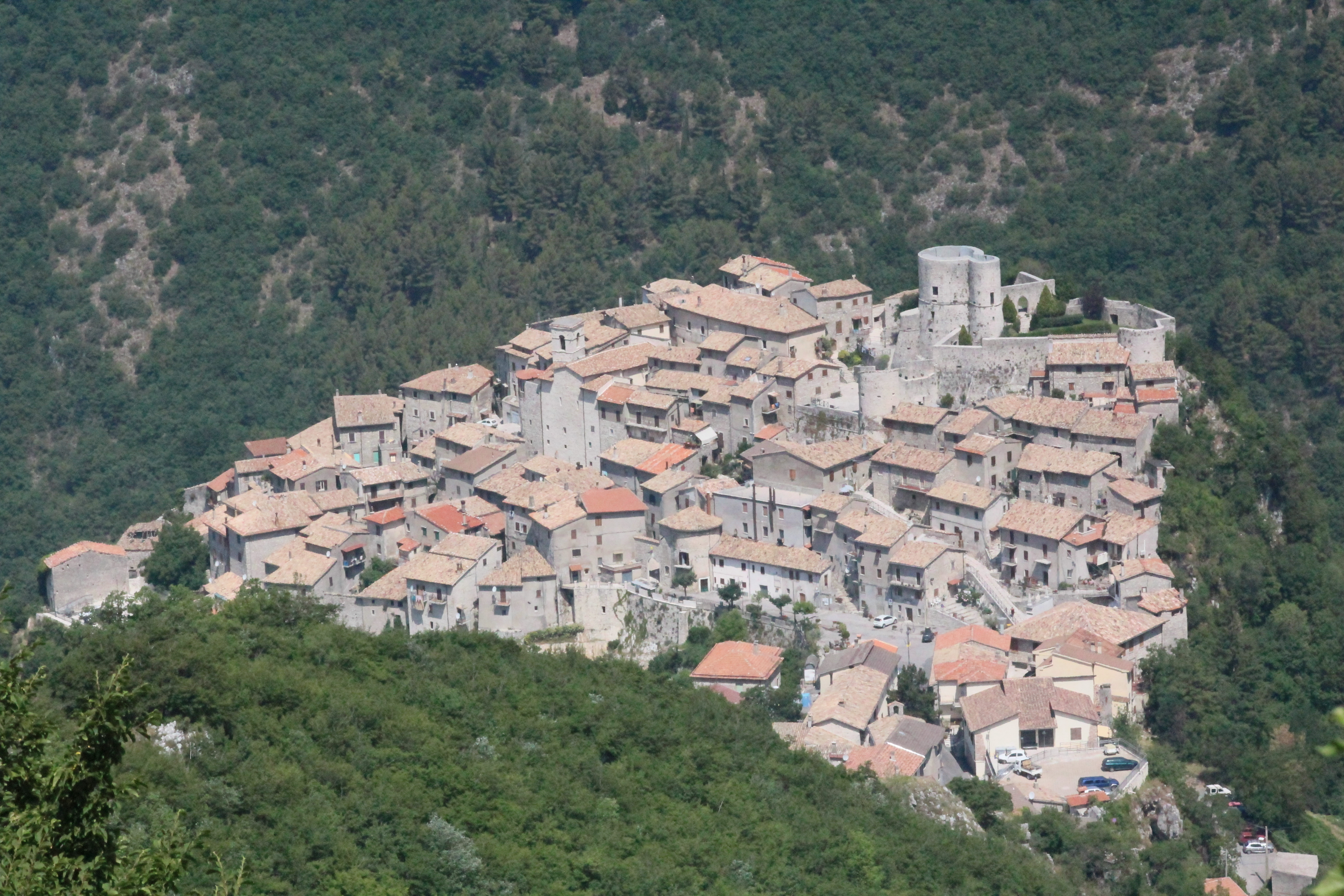
Panorama von Polino
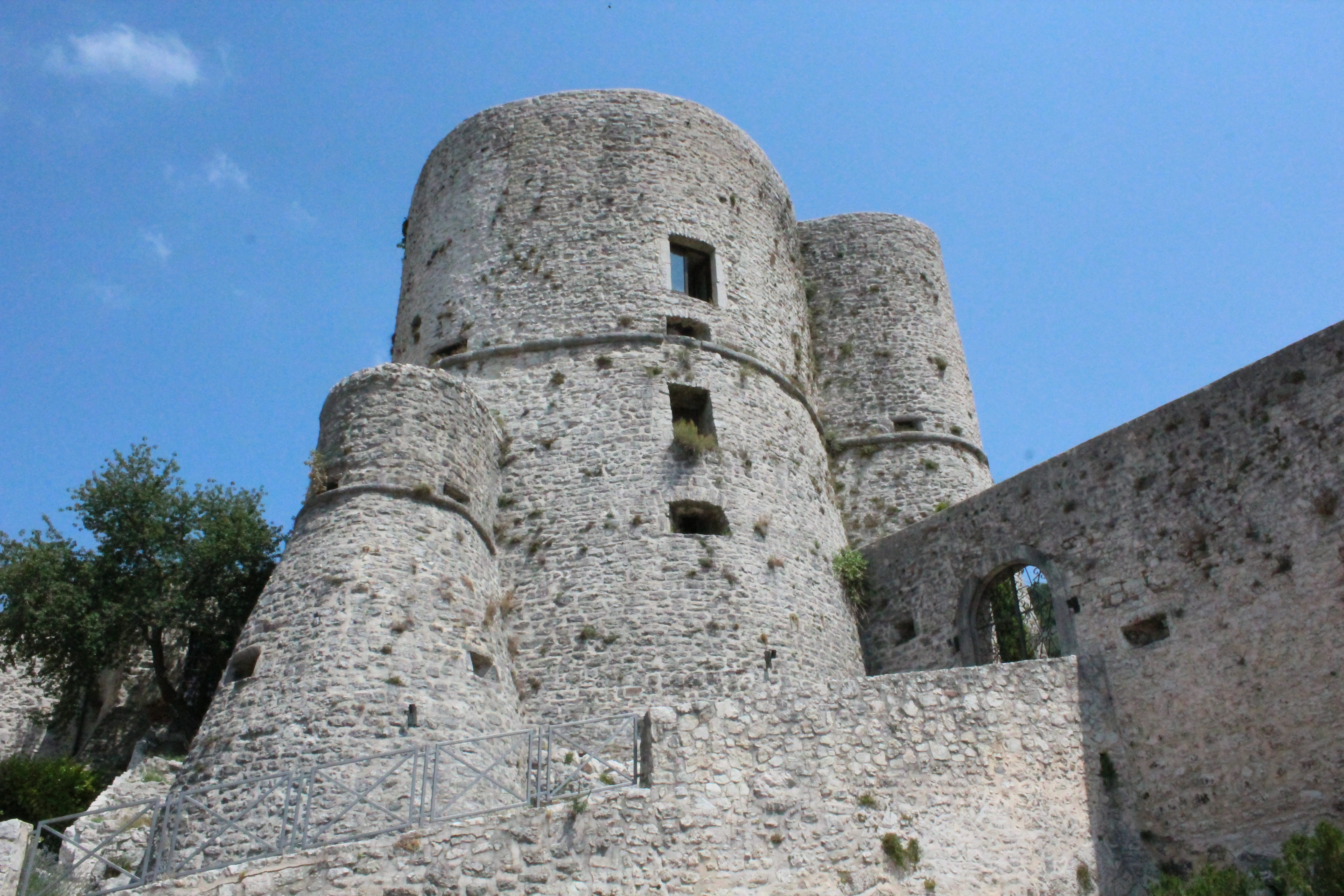
Burg Rocca di Polino
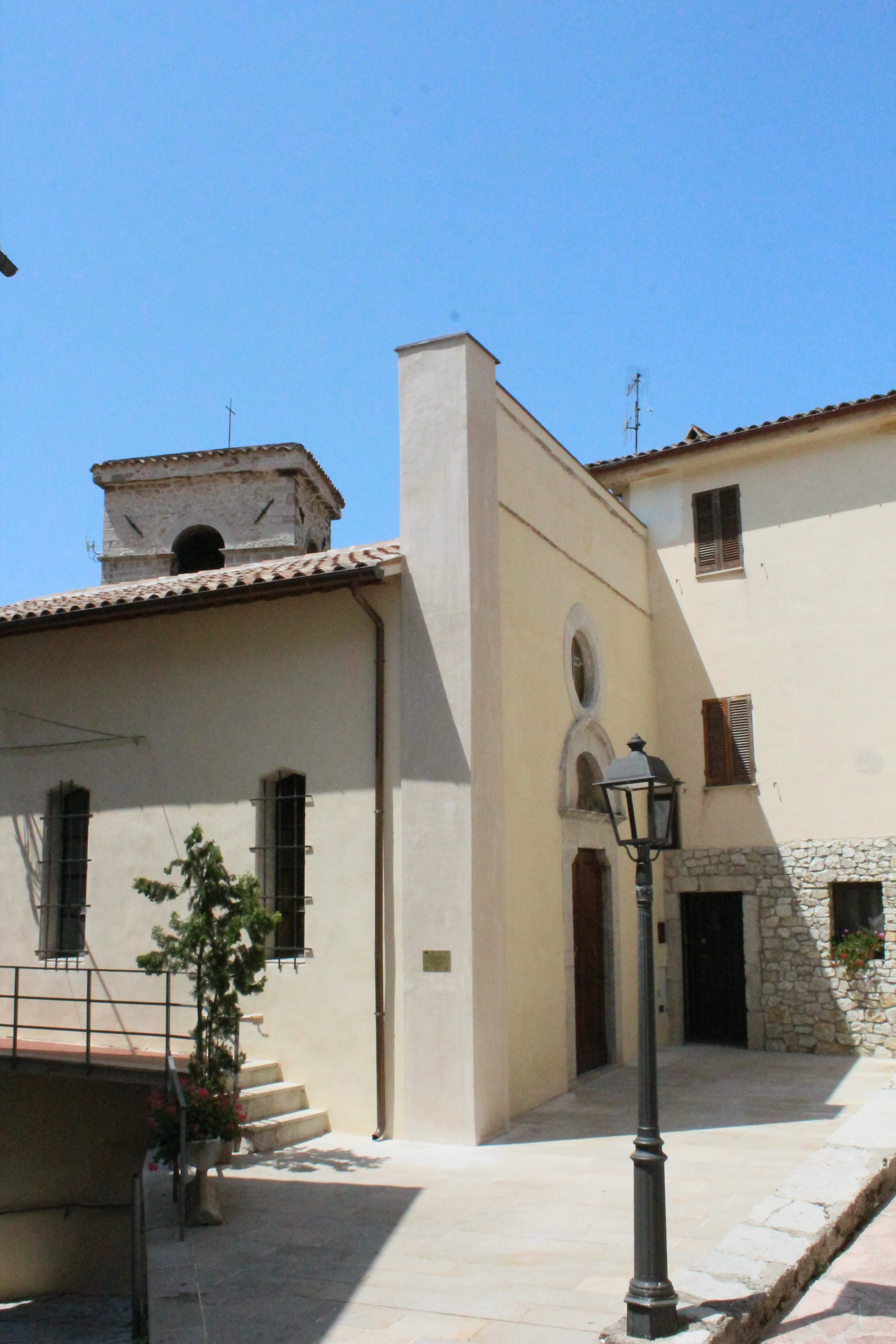
Pfarrkirche San Michele Arcangelo